# 索彭苏丹国
索彭苏丹国（印尼语：Kesultanan Soppeng）是印度尼西亚苏拉威西岛南半岛索彭地区历史上一个布吉人建立的王国，伊斯兰教进入苏拉威西地区后王国转变为苏丹国，首任国王是约1300年成为国王的Latemmamala。

## 资料来源
1. ↑  .   [2017-06-12]. （原始内容存档于2021-04-25）.